# Calophasia
Calophasia is een geslacht van nachtvlinders uit de familie Noctuidae.

## Soorten
- C. acuta Freyer, 1837
- C. almoravida Graslin, 1863
- C. andina Köhler, 1979
- C. angularis Chrétien, 1911
- C. atlantica Köhler, 1952
- C. barthae Wagner, 1929
- C. bruchi Köhler, 1952
- C. codeti Oberthür, 1881
- C. cucullianae Köhler, 1952
- C. cuyana Köhler, 1952
- C. chubutiana Köhler, 1952
- C. danieli Le Cerf, 1924
- C. freyeri Frivaldsky, 1835
- C. funebris Köhler, 1952
- C. hamifera Staudinger, 1863
- C. lunula

Vlasbekuiltje (Hufnagel, 1766)
- C. nobilis Köhler, 1952
- C. opalina (Esper, 1793)
- C. oxygramma Boursin, 1963
- C. picta Köhler, 1952
- C. platyptera (Esper, 1788)
- C. simplex Mabille, 1885
- C. sinaica Wiltshire, 1948
- C. stigmatica Rothschild, 1913
- C. volmeri Hering, 1930